# VDO Automotive AG

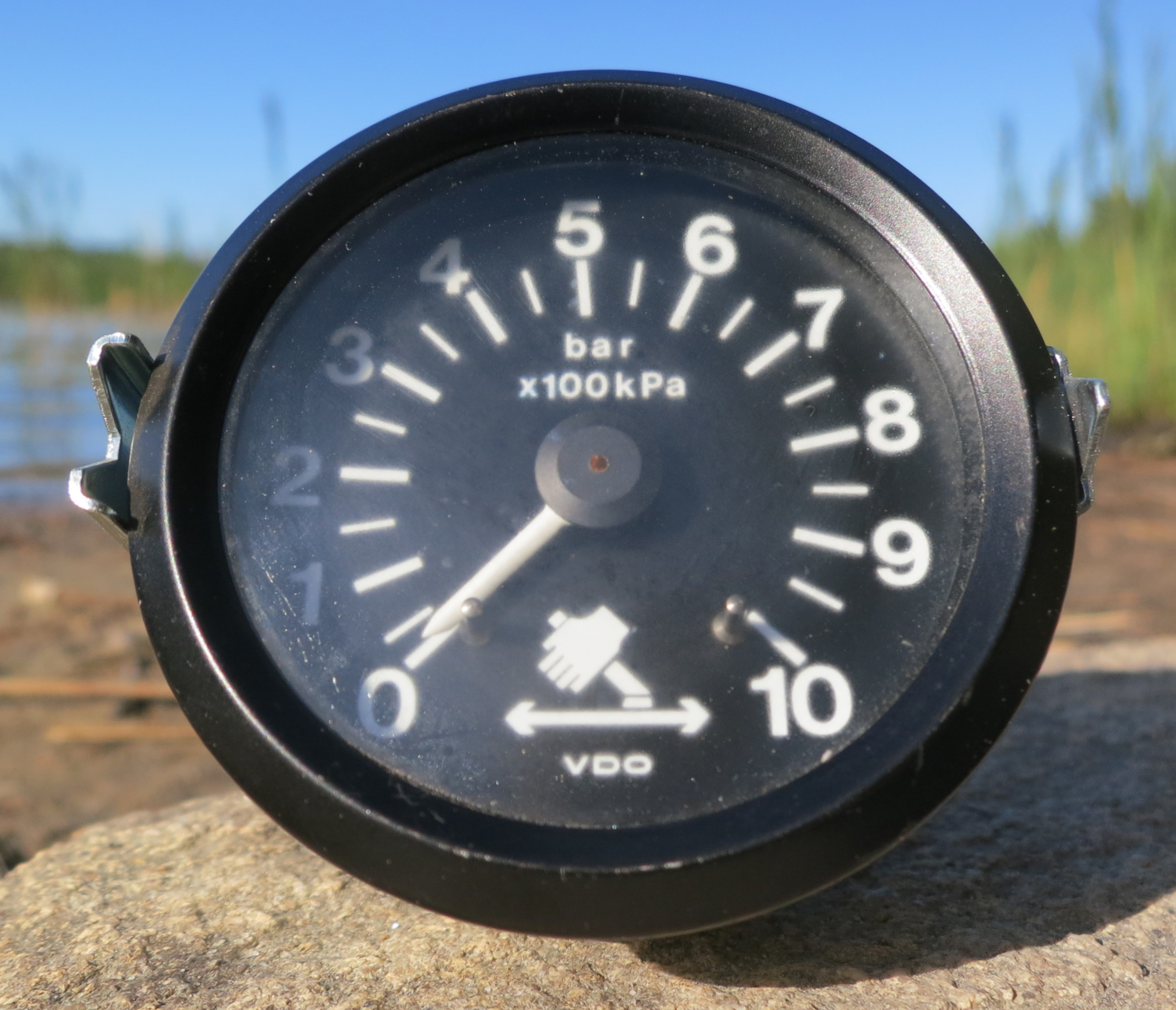
Oljetrycksindikator tillverkad av VDO

Siemens VDO Automotive AG, VDO, är en tysk tillverkare av bilkomponenter och ingår i Continental Automotive Group i Continental AG.
VDO levererar elektriska komponenter för bilindustrin. Man har framförallt blivit kända för sina instrument som till exempel hastighetsmätare. VDO är en akronym för Vereinigte DEUTA und OTA och skapades när dessa två företag gick samman 1929. 1994 köptes VDO av Mannesmann och fick namnet Mannesmann VDO AG. 2001 blev företaget en del av Siemens AG.